# Julius Gottfried Sussdorf
Julius Gottfried Sussdorf (* 2. Juni 1822 in Gotha; † 13. Juli 1890 in Dresden) war ein deutscher Apotheker und Chemiker, Professor der Chemie und Physik an der  Dresdner Tierarzneischule sowie Apothekenrevisor für die Kreise Dresden und Bautzen.

## Leben
Julius Gottfried Sussdorf studierte in Halle und Leipzig und war anschließend  bei Otto Rudolph Abendroth (1811–1864) am Pharmazeutischen Institut in Dresden tätig. Nach einer kurzen Zeit als Dozent an der chirurgisch-medizinischen Akademie wurde er 1852 als Apotheker und Lehrer der Physik und Chemie an die Dresdner Tierarzneischule berufen. 1867 wurde Sussdorf zum Professor der Chemie und Physik und 1883 zum königlich sächsischen Hofrat ernannt. 1870 wurde Sussdorf das Amt des Apothekenrevisors für die Kreise Dresden und Bautzen übertragen. 1886 legte er sein Lehramt nieder und ging in den Ruhestand. Sein Nachfolger an der Dresdner Tierarzneischule wurde der Apotheker Ewald Albert Geissler.
1848 wurde Sussdorf vortragendes Mitglied der Naturwissenschaftlichen Gesellschaft ISIS.
Am 1. März 1864 wurde Julius Gottfried Sussdorf mit dem akademischen Beinamen Gilbert als Mitglied (Matrikel-Nr. 2011) in die Leopoldina aufgenommen.
Im Jahr 1877 wurde ihm aus Anlass seines 25-jährigen Dienstjubiläums das Ritterkreuz I. Klasse des Sächsischen Verdienstordens verliehen.
Der Veterinärmediziner Max von Sussdorf war sein Sohn.

## Schriften
- Ueber die Wirkung gewisser technischer Etablissements auf die Atmosphäre, wie auf das Leben des Pflanzen- und Thierreichs. Allgemeine deutsche naturhistorische Zeitung, N.F., 1. Hamburg 1855 Digitalisat
- Chemische Untersuchungen des Weisseritzwassers im Jahre 1862. In: Sitzungsberichte und Abhandlungen der Naturwissenschaftlichen Gesellschaft Isis, Dresden e.V, 1861/64 Digitalisat